# Leichtathletik-Juniorenweltmeisterschaften 1986
Die 1. Leichtathletik-Juniorenweltmeisterschaften fanden vom 16. bis 20. Juli 1986 in Athen in Griechenland statt.

## Männer

### 100 m
| Platz | Athlet                | Land | Zeit (s) |
| ----- | --------------------- | ---- | -------- |
| 1     | Derrick Florence      | USA  | 10,17    |
| 2     | Stanley Kerr          | USA  | 10,23    |
| 3     | Jamie Henderson       | GBR  | 10,34    |
| 4     | Matthias Schlicht     | FRG  | 10,43    |
| 5     | David Kirton          | GBR  | 10,50    |
| 6     | Obinna Eregbu         | NGR  | 10,52    |
| 7     | Nikolaj Antonow       | BUL  | 10,53    |
| 8     | Krasimir Boschinowski | BUL  | 10,64    |

### 200 m
| Platz | Athlet            | Land | Zeit (s) |
| ----- | ----------------- | ---- | -------- |
| 1     | Stanley Kerr      | USA  | 20.74    |
| 2     | Derrick Florence  | USA  | 21,12    |
| 3     | Steven McBain     | AUS  | 21,21    |
| 4     | Nikolaj Antonow   | BUL  | 21,37    |
| 5     | Phil Goedluck     | GBR  | 21,38    |
| 6     | Jarosław Kaniecki | POL  | 21,46    |
| 7     | Michael Newbold   | BAH  | 21,50    |
| 8     | Ivo Rýznar        | TCH  | 21,71    |

### 400 m
| Platz | Athlet            | Land | Zeit (s) |
| ----- | ----------------- | ---- | -------- |
| 1     | Miles Murphy      | AUS  | 45,64    |
| 2     | Roberto Hernández | CUB  | 45,64    |
| 3     | Edgar Itt         | FRG  | 45,72    |
| 4     | Eulogio Mordoche  | CUB  | 46,52    |
| 5     | Clifton Campbell  | USA  | 46,52    |
| 6     | Joseph Falaye     | NGR  | 46,81    |
| 7     | Peter Crampton    | GBR  | 47,26    |
| 8     | Chip Rish         | USA  | 47,50    |

### 800 m
| Platz | Athlet           | Land | Zeit (min) |
| ----- | ---------------- | ---- | ---------- |
| 1     | David Sharpe     | GBR  | 1,48,32    |
| 2     | Manuel Balmaceda | CHI  | 1,48,91    |
| 3     | Andrei Sudnik    | URS  | 1:48,93    |
| 4     | Predrag Melnjak  | YUG  | 1:49,54    |
| 5     | Paul Williams    | GBR  | 1:49,78    |
| 6     | Sergei Timofejew | URS  | 1:49,92    |
| 7     | Geoffrey Seurey  | KEN  | 1:50,28    |
| 8     | George Kersh     | USA  | 1:50,41    |

### 1500 m
| Platz | Athlet          | Land | Zeit (min) |
| ----- | --------------- | ---- | ---------- |
| 1     | Wilfred Kirochi | KEN  | 3:44,62    |
| 2     | Peter Rono      | KEN  | 3:45,62    |
| 3     | Johan Boakes    | GBR  | 3:45,80    |
| 4     | Rüdiger Horn    | GDR  | 3:46,77    |
| 5     | David Sharpe    | GBR  | 3:45,80    |
| 6     | Radim Kuncický  | TCH  | 3:47,36    |
| 7     | Germán Beltrán  | VEN  | 3:47,75    |
| 8     | Ángel Fariña    | ESP  | 3:48,39    |

### 5000 m
| Platz | Athlet           | Land | Zeit (min) |
| ----- | ---------------- | ---- | ---------- |
| 1     | Peter Chumba     | KEN  | 13:55,25   |
| 2     | Alejandro Gómez  | ESP  | 13:55,94   |
| 3     | Melese Feyessa   | ETH  | 13:56,45   |
| 4     | Brahim Boutayeb  | MAR  | 13:57,48   |
| 5     | Juma Mnyampanda  | TAN  | 13:57,49   |
| 6     | Debebe Demisse   | ETH  | 13:59,51   |
| 7     | Anacleto Jiménez | ESP  | 14:00,36   |
| 8     | Aboukar Adani    | SOM  | 14:00,46   |

### 10.000 m
| Platz | Athlet           | Land | Zeit (s) |
| ----- | ---------------- | ---- | -------- |
| 1     | Peter Chumba     | KEN  | 28:44,00 |
| 2     | Juma Munyampanda | TAN  | 28:45,14 |
| 3     | Debebe Demisse   | ETH  | 28:49,09 |
| 4     | Stephan Freigang | GDR  | 29:53,52 |
| 5     | Ararse Fuffa     | ETH  | 29:54,91 |
| 6     | Gino Van Geyte   | BEL  | 30:04,41 |
| 7     | Thomas Paskus    | USA  | 30:08,49 |
| 8     | Akira Nakamura   | JPN  | 30:10,61 |

### 20 km Straßenlauf
| Platz | Athlet               | Land | Zeit (min) |
| ----- | -------------------- | ---- | ---------- |
| 1     | Tadesse Gebre        | ETH  | 61:32      |
| 2     | Juma Munyampanda     | TAN  | 61:45      |
| 3     | Negash Dube          | ETH  | 64:23      |
| 4     | Stephan Freigang     | GDR  | 64:52      |
| 5     | Siarhei Sokow        | URS  | 64:58      |
| 6     | Stephen Spiers       | AUS  | 65:01      |
| 7     | Talal Omar Abdillahi | DJI  | 65:58      |
| 8     | Hoche Yaya Aden      | DJI  | 65:59      |

### 10 km Gehen
| Platz | Athlet                 | Land | Zeit (min) |
| ----- | ---------------------- | ---- | ---------- |
| 1     | Michail Schtschennikow | URS  | 40:38,01   |
| 2     | Salvatore Cacia        | ITA  | 40:40,73   |
| 3     | Ricardo Pueyo          | ESP  | 40:41,05   |
| 4     | Giovanni De Benedictis | ITA  | 41:06,05   |
| 5     | Wolfram Kienast        | GDR  | 41:15,96   |
| 6     | Stefan Johansson       | SWE  | 41:27,13   |
| 7     | Carlos Mercenario      | MEX  | 41:50,20   |
| 8     | Wu Chaocai             | CHN  | 42:03,17   |

### 110 m Hürden
| Platz | Athlet                       | Land | Zeit (s) |
| ----- | ---------------------------- | ---- | -------- |
| 1     | Colin Jackson                | GBR  | 13,44    |
| 2     | Jonathan Ridgeon             | GBR  | 13,91    |
| 3     | Emilio Valle                 | CUB  | 14,00    |
| 4     | Philippe Tourret             | FRA  | 14,11    |
| 5     | Norbert Tomaschek            | AUT  | 14,43    |
| 6     | Thomas Weimann               | AUT  | 14,46    |
| 7     | Wjatscheslaw Iwatschsschenko | URS  | 14,48    |
| 8     | Michail Rjabuchin            | URS  | 14,49    |

### 400 m Hürden
| Platz | Athlet            | Land | Zeit (s) |
| ----- | ----------------- | ---- | -------- |
| 1     | Emilio Valle      | CUB  | 50,02    |
| 2     | Hiroshi Kakimori  | JPN  | 50,09    |
| 3     | Pascal Maran      | FRA  | 50,39    |
| 4     | Carsten Köhrbrück | FRG  | 50,58    |
| 5     | Alain Cuypers     | BEL  | 50,67    |
| 6     | Nikolai Boiko     | URS  | 50,87    |
| 7     | Dolph Francis     | AUS  | 51,69    |
|       | Joseph Maritim    | KEN  | DNF      |

### 2000 m Hindernis
| Platz | Athlet                 | Land | Zeit (min) |
| ----- | ---------------------- | ---- | ---------- |
| 1     | Jon Azkueta            | ESP  | 5:28,56    |
| 2     | Johnstone Kipkoech     | KEN  | 5:29,56    |
| 3     | Jens Volkmann          | FRG  | 5:29,60    |
| 4     | Tom Hanlon             | GBR  | 5:32,84    |
| 5     | José Luis Civera       | ESP  | 5:33,83    |
| 6     | Wjatscheslaw Koschelew | URS  | 5:34,86    |
| 7     | Ángel Rodríguez        | CUB  | 5:35,99    |
| 8     | Stephen Connell        | CAN  | 5:36,80    |

### 4 × 100 m Staffel
| Platz | Land                   | Athlet                                                             | Zeit (s) |
| ----- | ---------------------- | ------------------------------------------------------------------ | -------- |
| 1     | Vereinigtes Königreich | Jamie Henderson Phil Goedluck David Kirton Jonathan Ridgeon        | 39,80    |
| 2     | BR Deutschland         | Matthias Schlicht Frank Kobor Oliver Schmidt Ingo Todt             | 39,81    |
| 3     | Polen                  | Jaroslaw Kaniecki Tomasz Jedrusik Jacek Konopka Marek Parjaszewski | 39,98    |
| 4     | Kuba                   | Joel Isasi Emilio Valle Ramiro González Roberto Martínez           | 40,30    |
| 5     | Frankreich             | Marcel Laude Pascal Théophile Olivier Théophile Bernard Chatam     | 40,31    |
| 6     | Bahamas                | Mark Johnson Michael Newbold Glendale Miller Garland Miller        | 40,46    |
| 7     | Vereinigte Staaten     | Michael Marsh Derrick Florence William Reed Stanley Kerr           | DSQ      |
|       | Jamaika                | Ralston Wright Garfield Campbell Lyndale Patterson Howard Davis    | DNF      |

### 4 × 400 m Staffel
| Platz | Land                   | Athlet                                                                   | Zeit (min) |
| ----- | ---------------------- | ------------------------------------------------------------------------ | ---------- |
| 1     | Vereinigte Staaten     | Clifton Campbell Chip Rish Percy Waddle William Reed                     | 3:01,90    |
| 2     | Kuba                   | Luis Cadogan Eulogio Mordoche Ramiro González Roberto Hernández          | 3:04,22    |
| 3     | Jamaika                | Anthony Christie Thoms Mason Howard Davis Lyndale Patterson              | 3:05,16    |
| 4     | Vereinigtes Königreich | Gary Patterson Gareth Bakewell Peter Crampton Mark Tyler                 | 3:05,89    |
| 5     | Sowjetunion            | Aleksandr Owtschinnikow Wladimir Lytkin Andrej Koltowitsch Jan Krasnikow | 3:06,97    |
| 6     | Polen                  | Tomasz Jędrusik Marek Szymkowicz Dariusz Rychter Krzysztof Sidowski      | 3:07,39    |
| 7     | Nigeria                | Joseph Falaye Vincent Orlando Hassan Bosso Yusuf Bakare                  | 3:08,96    |
| 8     | Frankreich             | Christian Landre Christophe Goris Pascal Maran Alain Zamboni             | 3:09,72    |

### Hochsprung
| Platz | Athlet                 | Land | Höhe (m) |
| ----- | ---------------------- | ---- | -------- |
| 1     | Javier Sotomayor       | CUB  | 2,25     |
| 2     | Hollis Conway          | USA  | 2,22     |
| 3     | Thomas Müller          | GDR  | 2,22     |
| 4     | Wjatscheslaw Galuschko | URS  | 2,19     |
| 5     | Róbert Ruffíni         | TCH  | 2,16     |
| 6     | Joey Johnson           | USA  | 2,16     |
| 7     | Philip Henderson       | AUS  | 2,16     |
| 8     | Lambros Papakostas     | GRE  | 2,13     |

### Stabhochsprung
| Platz | Athlet                 | Land | Höhe (m) |
| ----- | ---------------------- | ---- | -------- |
| 1     | Igor Igor Potapowitsch | URS  | 5,50     |
| 2     | Delko Lessew           | BUL  | 5,40     |
| 3     | Mike Thiede            | GDR  | 5,30     |
| 4     | Karsten Wichert        | GDR  | 5,30     |
| 5     | Grigori Jegorow        | URS  | 5,20     |
| 6     | Tim McMichael          | USA  | 5,10     |
| 7     | Jani Lehtonen          | FIN  | 5,10     |
| 8     | Philippe d’Encausse    | FRA  | 5,00     |
| 8     | Patrik Johansson       | SWE  | 5,00     |

### Weitsprung
| Platz | Athlet                  | Land | Weite (m) |
| ----- | ----------------------- | ---- | --------- |
| 1     | Dietmar Haaf            | FRG  | 7,93      |
| 2     | Ivo Krsek               | TCH  | 7,87      |
| 3     | Thomas Wolf             | GDR  | 7,77      |
| 4     | David Culbert           | AUS  | 7,71      |
| 5     | Lahor Marinović         | YUG  | 7,69      |
| 6     | Kim Won-jin             | KOR  | 7,64      |
| 7     | Li Tong                 | CHN  | 7,59      |
| 8     | Konstandinos Koukodimos | GRE  | 7,58      |

### Dreisprung
| Platz | Athlet           | Land | Weite (m) |
| ----- | ---------------- | ---- | --------- |
| 1     | Igor Parygin     | URS  | 16,97     |
| 2     | Zdrawko Dimitrow | BUL  | 16,13     |
| 3     | Du Benghong      | CHN  | 16,00     |
| 4     | Jaroslav Mrštík  | TCH  | 15,82     |
| 5     | Lahor Marinović  | YUG  | 15,66     |
| 6     | Michele Stagnaro | ITA  | 15,60     |
| 7     | Lars Hedman      | SWE  | 15,39     |
| 8     | Brian Wellman    | BER  | 15,28     |

Ursprünglich lag Juan Miguel López aus Kuba mit einer Weite von 16,94 m auf dem 2. Platz. Später wurde er wegen Dopings disqualifiziert.

### Kugelstoßen
| Platz | Athlet                  | Land | Weite (m) |
| ----- | ----------------------- | ---- | --------- |
| 1     | Aleksei Lukaschenko     | URS  | 18,90     |
| 2     | Wjatscheslaw Lycho      | URS  | 18,71     |
| 3     | Radoslaw Despotow       | BUL  | 18,17     |
| 4     | Jeno Kóczián            | HUN  | 17,64     |
| 5     | John Minns              | AUS  | 17,27     |
| 6     | Adewale Olukoju         | NGR  | 17,19     |
| 7     | Tino Bonk               | GDR  | 16,90     |
| 8     | Jean-Philippe Revallier | FRA  | 16,84     |

### Diskuswurf
| Platz | Athlet          | Land | Weite (m) |
| ----- | --------------- | ---- | --------- |
| 1     | Wasil Baklarow  | BUL  | 60,60     |
| 2     | Werner Reiterer | AUS  | 58,64     |
| 3     | Wassil Kapzjuch | URS  | 58,22     |
| 4     | Lars Riedel     | GDR  | 58,16     |
| 5     | Attila Horváth  | HUN  | 58,04     |
| 6     | Rosen Welinow   | BUL  | 56,16     |
| 7     | Adewale Olukoju | NGR  | 54,00     |
| 8     | Tomáš Panácek   | TCH  | 53,82     |

### Hammerwurf
| Platz | Athlet               | Land | Weite (m) |
| ----- | -------------------- | ---- | --------- |
| 1     | Witalij Alisewitsch  | URS  | 72,00     |
| 2     | Walerij Gubkin       | URS  | 71,78     |
| 3     | Sabin Christow       | BUL  | 68,96     |
| 4     | Raphaël Piolanti     | FRA  | 68,26     |
| 5     | Björn-Peter Fuhrmann | GDR  | 68,06     |
| 6     | René Fox             | FRG  | 67,26     |
| 7     | Sean Carlin          | AUS  | 66,48     |
| 8     | Jörn Hübner          | GDR  | 66,10     |

### Speerwurf
| Platz | Athlet                 | Land | Weite (m) |
| ----- | ---------------------- | ---- | --------- |
| 1     | Wladimir Sassimowitsch | URS  | 78,84     |
| 2     | Mark Roberson          | GBR  | 74,24     |
| 3     | Gavin Lovegrove        | NZL  | 74,22     |
| 4     | Uwe Ludwig             | GDR  | 73,68     |
| 5     | Kimmo Kinnunen         | FIN  | 70,96     |
| 6     | Juan Oxamendi          | CUB  | 70,96     |
| 7     | Gary Jenson            | GBR  | 69,96     |
| 8     | Patrik Bodén           | SWE  | 69,62     |

### Zehnkampf
| Platz | Athlet           | Land | Punkte |
| ----- | ---------------- | ---- | ------ |
| 1     | Petri Keskitalo  | FIN  | 7623   |
| 2     | Michael Smith    | CAN  | 7523   |
| 3     | Nikolai Zajats   | URS  | 7509   |
| 4     | Stefan Haigis    | FRG  | 7411   |
| 5     | Michael Kühne    | GDR  | 7358   |
| 6     | Oleg Semjonow    | URS  | 7316   |
| 7     | Antonio Peñalver | ESP  | 7229   |
| 8     | Dezső Szabó      | HUN  | 7215   |

## Frauen

### 100 m
| Platz | Athletin        | Land | Zeit (s) |
| ----- | --------------- | ---- | -------- |
| 1     | Tina Iheagwam   | NGR  | 11,34    |
| 2     | Caryl Smith     | USA  | 11,46    |
| 3     | Maicel Malone   | USA  | 11,49    |
| 4     | Katrin Krabbe   | GDR  | 11,49    |
| 5     | Claudia Lepping | FRG  | 11,56    |
| 6     | Muriel Leroy    | FRA  | 11,60    |
| 7     | Odiah Sidibé    | FRA  | 11,69    |
|       | Mary Onyali     | NGR  | DSQ      |

### 200 m
| Platz | Athletin            | Land | Zeit (s) |
| ----- | ------------------- | ---- | -------- |
| 1     | Falilat Ogunkoya    | NGR  | 23,11    |
| 2     | Mary Onyali         | NGR  | 23,30    |
| 3     | Katrin Krabbe       | GDR  | 23,31    |
| 4     | Carlette Guidry     | USA  | 23,46    |
| 5     | Oxana Stepitschewa  | URS  | 23,60    |
| 6     | Ina Cordes          | FRG  | 23,65    |
| 7     | Muriel Leroy        | FRA  | 23,69    |
|       | Tatjana Tschebykina | URS  | DNS      |

### 400 m
| Platz | Athletin           | Land | Zeit (s) |
| ----- | ------------------ | ---- | -------- |
| 1     | Susanne Sieger     | GDR  | 52,02    |
| 2     | Olga Pesnopewzewa  | URS  | 52,17    |
| 3     | Sandie Richards    | JAM  | 52,23    |
| 4     | Janeene Vickers    | USA  | 52,25    |
| 5     | Tasha Downing      | USA  | 53,21    |
| 6     | Lacramioara Andrei | ROU  | 53,57    |
| 7     | Małgorzata Kurach  | POL  | 54,18    |
| 8     | Ulrike Alge        | AUT  | 54,55    |

### 800 m
| Platz | Athletin            | Land | Zeit (min) |
| ----- | ------------------- | ---- | ---------- |
| 1     | Salina Chirchir     | KEN  | 2:01,40    |
| 2     | Gabriela Sedláková  | TCH  | 2:01,49    |
| 3     | Adriana Dumitru     | ROU  | 2;01,93    |
| 4     | Lynne Robinson      | GBR  | 2;02,18    |
| 5     | Katja Prochnow      | GDR  | 2;03,81    |
| 6     | Ellen Kießling      | GDR  | 2;05,10    |
| 7     | Snežana Pajkić      | YUG  | 2;07,75    |
| 8     | Eva-Christina Coqui | FRG  | 2;08,41    |

### 1500 m
| Platz | Athletin         | Land | Zeit (min) |
| ----- | ---------------- | ---- | ---------- |
| 1     | Ana Padurean     | ROU  | 4:14,63    |
| 2     | Selina Chirchir  | KEN  | 4:15,59    |
| 3     | Snežana Pajkić   | YUG  | 4:16,03    |
| 4     | Susanne Fischer  | GDR  | 4:16,69    |
| 5     | Donika Hanxhara  | ALB  | 4:21,01    |
| 6     | Monica Magnusson | SWE  | 4:21,02    |
| 7     | Anette Karlsson  | SWE  | 4:21,15    |
| 8     | Simona Staicu    | ROU  | 4:22,78    |

### 3000 m
| Platz | Athletin           | Land | Zeit (min) |
| ----- | ------------------ | ---- | ---------- |
| 1     | Cleopatra Palacian | ROU  | 9:02,91    |
| 2     | Philippa Mason     | GBR  | 9:03,35    |
| 3     | Dorina Calenic     | ROU  | 9:06,94    |
| 4     | Fernanda Ribeiro   | POR  | 9:09,39    |
| 5     | Christine Sørum    | NOR  | 9:12,26    |
| 6     | Anita Håkenstad    | NOR  | 9:12,80    |
| 7     | Britta Lorch       | FRG  | 9:17,77    |
| 8     | Sonia Barry        | NZL  | 9:19,61    |

### 10.000 m
| Platz | Athletin              | Land | Zeit (s) |
| ----- | --------------------- | ---- | -------- |
| 1     | Katrin Kley           | GDR  | 33:19,67 |
| 2     | Nora Maraga           | KEN  | 33:57,99 |
| 3     | Marleen Renders       | BEL  | 33:59,36 |
| 4     | Nadeschda Tatarenkowa | SUN  | 34:28,35 |
| 5     | Orietta Mancia        | ITA  | 35:16,96 |
| 6     | Olivia Grüner         | FRG  | 35:26,98 |
| 7     | Saori Terakoshi       | JPN  | 35:54,43 |
| 8     | Jennifer Christiansen | CAN  | 36:43,26 |

### 5 km Gehen
| Platz | Athletin          | Land | Zeit (min) |
| ----- | ----------------- | ---- | ---------- |
| 1     | Wang Yan          | CHN  | 22:03,65   |
| 2     | Natalja Zykowa    | URS  | 22:17,76   |
| 3     | Jin Bingjie       | CHN  | 22:17,83   |
| 4     | Mari Cruz Díaz    | ESP  | 23:07,66   |
| 5     | Kjersti Tysse     | NOR  | 23:09,99   |
| 6     | Emilia Cano       | ESP  | 23:18,05   |
| 7     | Gabrielle Blythe  | AUS  | 23:56,56   |
| 8     | Mihaela Daogaroiu | ROU  | 24:06,24   |

### 100 m Hürden
| Platz | Athletin           | Land | Zeit (s) |
| ----- | ------------------ | ---- | -------- |
| 1     | Heike Tillack      | GDR  | 13,10    |
| 2     | Aliuska López      | CUB  | 13,14    |
| 3     | Tanya Davis        | USA  | 13,46    |
| 4     | Birgit Wolf        | FRG  | 13,52    |
| 5     | Antonella Bellutti | ITA  | 13,62    |
| 6     | Lenuta Birzu       | ROU  | 13,96    |
| 7     | Wang Shu-Hua       | TPE  | 14,03    |
| 8     | Małgorzata Zep     | POL  | 14,35    |

### 400 m Hürden
| Platz | Athletin                | Land | Zeit (s) |
| ----- | ----------------------- | ---- | -------- |
| 1     | Claudia Bartl           | GDR  | 56,76    |
| 2     | Kellie Roberts          | USA  | 56,80    |
| 3     | Swetlana Lukaschewitsch | URS  | 57,92    |
| 4     | Jill McDermid           | CAN  | 58,00    |
| 5     | Ana Maria Draghia       | ROU  | 58,74    |
| 6     | Shawn Moore             | USA  | 58,80    |
| 7     | Zdrawka Georgiewa       | BUL  | 60,32    |
| 8     | Marina Matjakina        | URS  | 61,14    |

### 4 × 100 m Staffel
| Platz | Land                   | Athletinnen                                                           | Zeit (s) |
| ----- | ---------------------- | --------------------------------------------------------------------- | -------- |
| 1     | Vereinigte Staaten     | Carlette Guidry Caryl Smith Denise Liles Maicel Malone                | 43,78    |
| 2     | DDR                    | Ina Morgenstern Katrin Krabbe Britta Beisbier Heike Tillack           | 43,97    |
| 3     | Nigeria                | Tina Iheagwam Caroline Nwajei Falilat Ogunkoya Mary Onyali            | 44,13    |
| 4     | Frankreich             | Valerie Rome Odiah Sidibé Veronique Clachet Muriel Leroy              | 44,29    |
| 5     | Sowjetunion            | Olga Kosjakowa Oxana Stepitschewa Tatjana Tschebykina Irina Sergejewa | 44,58    |
| 6     | Vereinigtes Königreich | Sharon Dolby Kim Hogg Hayley Clements Sallyanne Short                 | 45,18    |
| 7     | Kanada                 | Maxine Scringer Keturah Anderson Stephanie Taylor Trina Penny         | 45,79    |
|       | BR Deutschland         | Birgit Leinemann Ulrike Kubla Ina Cordes Claudia Lepping              | DSQ      |

### 4 × 400 m Staffel
| Platz | Land               | Athletinnen                                                                      | Zeit (min) |
| ----- | ------------------ | -------------------------------------------------------------------------------- | ---------- |
| 1     | Vereinigte Staaten | Gisele Harris Kandice Princhett Tasha Downing Janeene Vickers                    | 3:30,45    |
| 2     | DDR                | Heike Böckmann Claudia Bartl Katja Prochnow Susann Sieger                        | 3:30,90    |
| 3     | Sowjetunion        | Swetlana Lukaschewitsch Marina Chripankowa Tatjana Tschebykina Olga Pesnopewzewa | 3:32,35    |
| 4     | Kanada             | Cheryl Allen Jill McDermid Stephanie Taylor Maxine Scringer                      | 3:36,61    |
| 5     | Rumänien           | Ana Maria Draghia Luminita Zaituc Denisa Zavelca Lacramioara Andrei              | 3:38,63    |
| 6     | Ungarn             | Judit Koczian Timea Kovács Mónika Mádai Noemi Batori                             | 3:40,62    |
| 7     | Australien         | Jenny Walker Jodi Allen Michelle O’Rourke Sophie Scamps                          | 3:32,35    |
| 8     | Griechenland       | Hristina Konstadinidou Hristína Savvati Maria Belehri Sotiria Mavromati          | 3:50,03    |

### Hochsprung
| Platz | Athletin        | Land | Höhe (m) |
| ----- | --------------- | ---- | -------- |
| 1     | Karen Scholz    | GDR  | 1,92     |
| 2     | Alina Astafei   | ROU  | 1,90     |
| 3     | Jelena Obuchowa | URS  | 1,88     |
| 4     | Jayne Barnetson | GBR  | 1,86     |
| 5     | Niki Bakogianni | GRE  | 1,83     |
| 6     | Gai Kapernick   | AUS  | 1,80     |
| 7     | Liu Qian        | CHN  | 1,80     |
| 8     | Leah Cranston   | AUS  | 1,80     |

### Weitsprung
| Platz | Athletin              | Land | Weite (m) |
| ----- | --------------------- | ---- | --------- |
| 1     | Patricia Bille        | GDR  | 6,70      |
| 2     | Anu Kaljurand         | URS  | 6,46      |
| 3     | Tatjana Ter-Mesrobjan | URS  | 6,39      |
| 4     | Caroline Missoudan    | FRA  | 6,33      |
| 5     | Mirela Belu           | ROU  | 6,27      |
| 6     | Wang Shu-Hua          | TPE  | 6,18      |
| 7     | Carlette Guidry       | USA  | 6,13      |
| 8     | Fiona May             | GBR  | 6,11      |

### Kugelstoßen
| Platz | Athletin             | Land | Weite (m) |
| ----- | -------------------- | ---- | --------- |
| 1     | Heike Rohrmann       | GDR  | 18,39     |
| 2     | Stephanie Storp      | FRG  | 18,20     |
| 3     | Ines Wittich         | GDR  | 18,19     |
| 4     | Anna Romanowa        | URS  | 17,42     |
| 5     | Sneschana Pichmanowa | BUL  | 16,90     |
| 6     | Swetlana Kriweljowa  | URS  | 16,41     |
| 7     | Jana Capatina        | ROU  | 15,62     |
| 8     | Agnes Deselaers      | FRG  | 15,16     |

### Diskuswurf
| Platz | Athletin        | Land | Weite (m) |
| ----- | --------------- | ---- | --------- |
| 1     | Ilke Wyludda    | GDR  | 64,02     |
| 2     | Franka Dietzsch | GDR  | 60,26     |
| 3     | Min Chunfeng    | CHN  | 54,00     |
| 4     | Stephanie Storp | FRG  | 53,70     |
| 5     | Yvette Ykema    | AUS  | 50,84     |
| 6     | Idalmis Leyva   | CUB  | 49,18     |
| 7     | Alice Matějková | TCH  | 48,48     |
| 8     | Agnès Teppe     | FRA  | 48,08     |

### Speerwurf
| Platz | Athletin         | Land | Weite (m) |
| ----- | ---------------- | ---- | --------- |
| 1     | Xiomara Rivero   | CUB  | 62,86     |
| 2     | Anja Reiter      | GDR  | 60,24     |
| 3     | Alexandra Beck   | GDR  | 59,92     |
| 4     | Tatjana Iwanowna | URS  | 55,70     |
| 5     | Karen Hough      | GBR  | 55,40     |
| 6     | Sun Xiurong      | GDR  | 53,20     |
| 7     | Isel López       | CUB  | 53,00     |
| 8     | Naomi Tokuyama   | JPN  | 51,80     |

### Siebenkampf
| Platz | Athletin           | Land | Punkte |
| ----- | ------------------ | ---- | ------ |
| 1     | Swetla Dimitrowa   | BUL  | 6041   |
| 2     | Marina Scherbina   | URS  | 5953   |
| 3     | Anke Schmidt       | GDR  | 5900   |
| 4     | Peggy Beer         | GDR  | 5591   |
| 5     | Tina Rättyä        | FIN  | 5508   |
| 6     | Kerstin Reinhardt  | FRG  | 5457   |
| 7     | Margarita Dunajewa | URS  | 5433   |
| 8     | Sylvia Tornow      | FRG  | 5408   |

## Abkürzungen
- WR = Weltrekord
- WU20R = U20-Weltrekord
- OR = olympischer Rekord
- YOR = olympischer Jugendrekord
- AR = Kontinentalrekord
- AU20R = U20-Kontinentalrekord
- NR = nationaler Rekord
- NU20R = nationaler U20-Rekord
- CR = Meisterschaftsrekord
- MR = Veranstaltungsrekord
- WB = Weltbestleistung
- WU20B = U20-Weltbestleistung
- WU18B = U18-Weltbestleistung
- AB = Kontinentalbestleistung
- AU20B = U20-Kontinentalbestleistung
- AU18B = U18-Kontinentalbestleistung
- NB = nationale Bestleistung
- NU20B = nationale U20-Bestleistung
- NU18B = nationale U18-Bestleistung
- PB = persönliche Bestleistung
- SB = persönliche Saisonbestleistung
- QB = Qualifikationsbestleistung
- WL = Weltjahresbestleistung
- WU20L = U20-Weltjahresbestleistung
- WU18L = U18-Weltjahresbestleistung
- DSQ = disqualifiziert (engl. Disqualified)
- DNS = Wettkampf nicht angetreten (engl. Did Not Start)
- DNF = Wettkampf nicht beendet (engl. Did Not Finish)

## Medaillenspiegel
| Medaillenspiegel (Endstand nach 41 Entscheidungen) | Medaillenspiegel (Endstand nach 41 Entscheidungen) | Medaillenspiegel (Endstand nach 41 Entscheidungen) | Medaillenspiegel (Endstand nach 41 Entscheidungen) | Medaillenspiegel (Endstand nach 41 Entscheidungen) | Medaillenspiegel (Endstand nach 41 Entscheidungen) |
| Platz                                              | Land                                               | Gold                                               | Silber                                             | Bronze                                             | Gesamt                                             |
| -------------------------------------------------- | -------------------------------------------------- | -------------------------------------------------- | -------------------------------------------------- | -------------------------------------------------- | -------------------------------------------------- |
| 01                                                 | DDR                                                | 8                                                  | 4                                                  | 7                                                  | 19                                                 |
| 02                                                 | Sowjetunion                                        | 6                                                  | 6                                                  | 7                                                  | 19                                                 |
| 03                                                 | Vereinigte Staaten                                 | 5                                                  | 5                                                  | 2                                                  | 12                                                 |
| 04                                                 | Kenia                                              | 4                                                  | 4                                                  | 0                                                  | 8                                                  |
| 05                                                 | Vereinigtes Königreich                             | 3                                                  | 3                                                  | 2                                                  | 8                                                  |
| 06                                                 | Kuba                                               | 3                                                  | 3                                                  | 1                                                  | 7                                                  |
| 07                                                 | Bulgarien                                          | 2                                                  | 2                                                  | 2                                                  | 6                                                  |
| 08                                                 | Rumänien                                           | 2                                                  | 1                                                  | 2                                                  | 5                                                  |
| 09                                                 | Nigeria                                            | 2                                                  | 1                                                  | 1                                                  | 4                                                  |
| 10                                                 | BR Deutschland                                     | 1                                                  | 2                                                  | 2                                                  | 4                                                  |
| 11                                                 | Australien                                         | 1                                                  | 1                                                  | 1                                                  | 3                                                  |
| 11                                                 | Spanien                                            | 1                                                  | 1                                                  | 1                                                  | 3                                                  |
| 13                                                 | Äthiopien                                          | 1                                                  | 0                                                  | 3                                                  | 3                                                  |
| 13                                                 | Volksrepublik China                                | 1                                                  | 0                                                  | 3                                                  | 4                                                  |
| 15                                                 | Finnland                                           | 1                                                  | 0                                                  | 0                                                  | 1                                                  |
| 16                                                 | Tschechoslowakei                                   | 0                                                  | 2                                                  | 0                                                  | 2                                                  |
| 16                                                 | Tansania                                           | 0                                                  | 2                                                  | 0                                                  | 2                                                  |
| 18                                                 | Kanada                                             | 0                                                  | 1                                                  | 0                                                  | 1                                                  |
| 18                                                 | Chile                                              | 0                                                  | 1                                                  | 0                                                  | 1                                                  |
| 18                                                 | Italien                                            | 0                                                  | 1                                                  | 0                                                  | 1                                                  |
| 18                                                 | Japan                                              | 0                                                  | 1                                                  | 0                                                  | 1                                                  |
| 22                                                 | Jamaika                                            | 0                                                  | 0                                                  | 2                                                  | 2                                                  |
| 23                                                 | Belgien                                            | 0                                                  | 0                                                  | 1                                                  | 1                                                  |
| 23                                                 | Frankreich                                         | 0                                                  | 0                                                  | 1                                                  | 1                                                  |
| 23                                                 | Neuseeland                                         | 0                                                  | 0                                                  | 1                                                  | 1                                                  |
| 23                                                 | Polen                                              | 0                                                  | 0                                                  | 1                                                  | 1                                                  |
| 23                                                 | Jugoslawien                                        | 0                                                  | 0                                                  | 1                                                  | 1                                                  |
| Gesamt                                             | Gesamt                                             | 41                                                 | 41                                                 | 41                                                 | 123                                                |